# Axel Vilhelm Lokrantz
Axel Vilhelm Lokrantz, född 26 februari 1839 i Glättestorp, Norra Vånga socken i Skaraborgs län, död 2 augusti 1910 i Stockholm, var en svensk godsägare och disponent.
Lokrantz föddes som son till Johan Daniel Lokrantz och Lisa-Greta Knös, han ägde i olika omgångar bland annat Bona herrgård med tillhörande jordbruksmarker i Färentuna socken. Han var även disponent på Kägleholm som tidigare ägts av dennes svärfar. Aktiv i fornminnesföreningen.
Han gifte sig med friherrinnan Elisabeth von Düben på Kägleholm, dotter av friherre Viktor von Düben och Lotten Tersmeden. Med vilken han fick tio barn, däribland Gösta Lokrantz, Sven Lokrantz, och Alice Lokrantz.
Han avled i en ålder av 71 år till följd av cancer ventriculi et hepatis.